# Peter Reveen
Peter Reveen (Adelaida, 1935 - Las Vegas, 8 de abril de 2013) fue un hipnotizador e ilusionista que llevó a cabo sus actos principalmente en Canadá, y en particular en las Provincias atlánticas de Canadá. Originario de Australia, llegó por primera vez a América del Norte en enero de 1961, aterrizando en Honolulu, Hawaii. A partir de ahí, él tomó un paseo desagradable en barco a San Francisco, California y compró un billete de autobús Greyhound en Vancouver, Columbia Británica. Como Canadá y Australia son miembros de la Mancomunidad Británica de Naciones, Reveen se le concedió una visa de visitante de seis meses, el 16 de marzo de 1961. Reveen comenzó su carrera en la ciudad de Chilliwack, BC, reservando a sí mismo en las salas de la comunidad local y las legiones, haciéndose llamar Reveen, el imposibilista. Para promover sus espectáculos, Reveen ofrece entradas gratuitas a todas las empresas dispuestas a poner un cartel en su escaparate. En muchas ciudades, ofreció a estaciones de radio locales un porcentaje de la venta de entradas a cambio de publicidad. En 1962, The Man They Call Reveen se le dio la oportunidad de actuar en una sala de cine y su carrera despegó. Él viajó extensivamente a través de Canadá y los Estados Unidos durante 35 años, con el tiempo para presentarse con más de 6.000.000 personas. En septiembre de 2007, Reveen salió de su retiro con una mini-gira por las Provincias atlánticas de Canadá llamado The Return of Reveen.